# Magasin d'éducation et de récréation
Le Magasin d’éducation et de récréation est une revue littéraire française destinée à l'enfance, fruit de la collaboration entre l'éditeur Pierre-Jules Hetzel, Jules Verne et Jean Macé.

## Description
Cette revue est tout d’abord bimensuelle ; l’abonnement à l’année coûte douze francs en 1864. Elle reçoit en 1867 le Prix Montyon de l’Académie française, un prix qui récompense l’engagement dans la diffusion du savoir.
Le Magasin d’éducation et de récréation se présente comme un journal dont le but est de diffuser les connaissances en distrayant, et qui s’adresse à un vaste lectorat allant de la petite enfance à l'adolescence. Mais, malgré la qualité de sa rédaction qui associe des noms aussi illustres que Hector Malot, Alexandre Dumas, Élisée Reclus ou Jules Verne, elle connaît des débuts difficiles et ne paraît pas avoir atteint les 10 000 abonnés avant 1875.
En octobre 1876, la revue absorbe son ancien concurrent, La Semaine des enfants fondé par Hachette en 1857 et paraît avec le sous-titre Magasin d'éducation et de récréation et Semaine des enfants réunis, puis, elle est absorbée en mai 1916 par Le Journal de la jeunesse.
Le Magasin d’éducation et de récréation s’inscrit dans le mouvement de pensée qui fait de l’instruction un idéal collectif et un remède à l’injustice sociale, en promettant une vie meilleure, et, de fait, participe à la diffusion du savoir pour tous même si ses lecteurs sont, pour la plupart, issus de la bourgeoisie.
Sa célébrité vient des romans de Jules Verne, qui, à quelques exceptions près comme pour Les Indes noires, ont été édités par la revue. Abondamment illustrée de gravures, la revue se distingue par sa modernité en plaçant l'image au cœur du récit littéraire pour l'enfance, et le sommaire de chaque semestre comporte un grand nombre de dessinateurs et de graveurs : dans les éditions ultérieures des romans publiés par la revue, ces dessins sont d'ailleurs intégralement reproduits : Edouard Riou, Jules Férat, George Roux, Léon Benett, etc. De nombreux écrivains ont pu y faire leurs premières armes, et s'y sont distingués, parmi lesquels, entre autres, André Laurie, auteur de L'Héritage de Langevol que Jules Verne transformera en Les Cinq Cents Millions de la Bégum, et qui y publia la plupart de ses premiers romans, ou bien Henry Rider Haggard dont le Magasin d’Éducation et de Récréation a publié la première traduction de Les Mines du roi Salomon.

## Revue

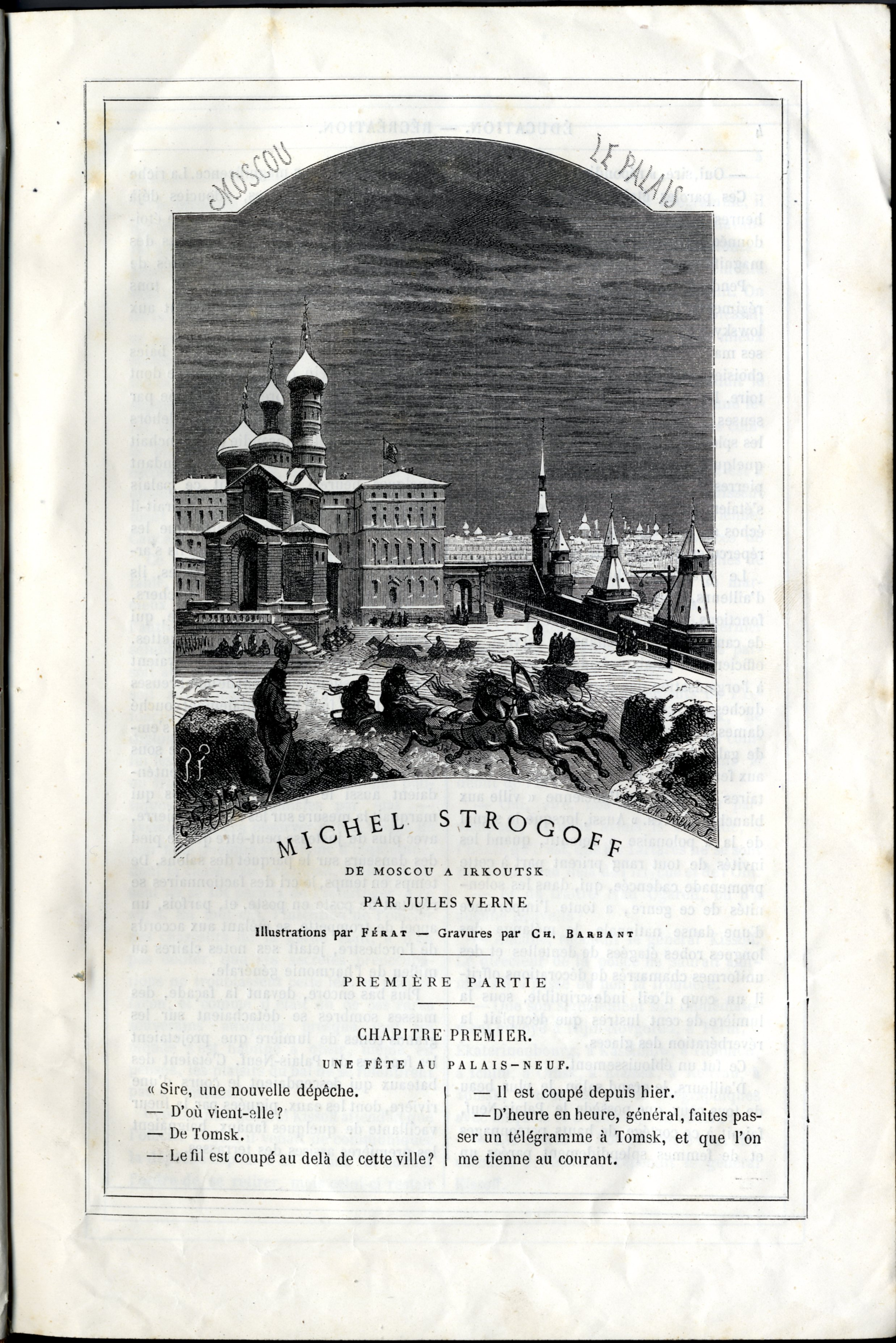
Page intérieure du Magasin d’Éducation et de Récréation, relative à l'édition originale de Michel Strogoff (1876).

La revue fonctionne par abonnement, un numéro est édité toutes les deux semaines, ou par album semestriel, deux par an, broché (et souvent relié de manière artisanale ultérieurement) ou relié par l'éditeur.
De nombreuses gravures illustrent les numéros. Le format ne variera jamais : 18 cm de large pour 27 cm de hauteur.
Les premiers numéros datent de 1864, et ouvrent avec un roman en feuilleton : Les Anglais au pôle Nord, de Jules Verne, et Le Nouveau Robinson suisse de Johann David Wyss.
Le numéro 248, du 15 avril 1905, comprend en particulier un dossier, écrit par Paschal Grousset (sous le pseudonyme André Laurie), évoquant le décès de Jules Verne.

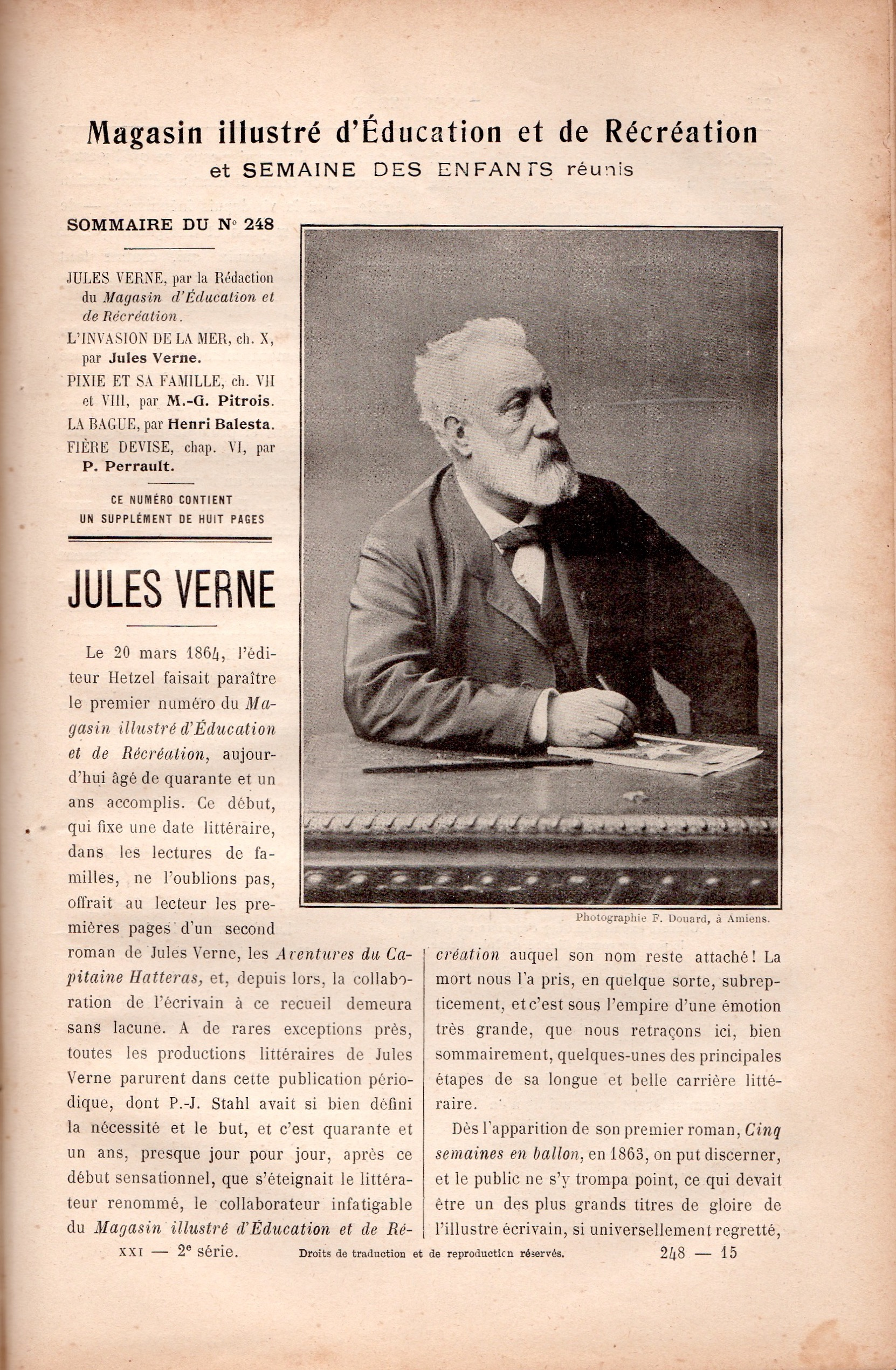
Dossier évoquant le décès de Jules Verne (magasin d'éducation et de récréation n° 248, 1905)

Le Magasin cesse de paraitre officiellement le 15 décembre 1906 avec la fin du roman Le Volcan d'or de Jules Verne dans la version modifié par son fils Michel Verne. Néanmoins, entre 1907 et 1915, la revue connaît une troisième série composée uniquement des feuillets d'exemplaires de trois romans de Jules Verne, Cinq semaines en ballon, Bourses de voyage et Les Naufragés du « Jonathan ».

## Lectorat enfantin

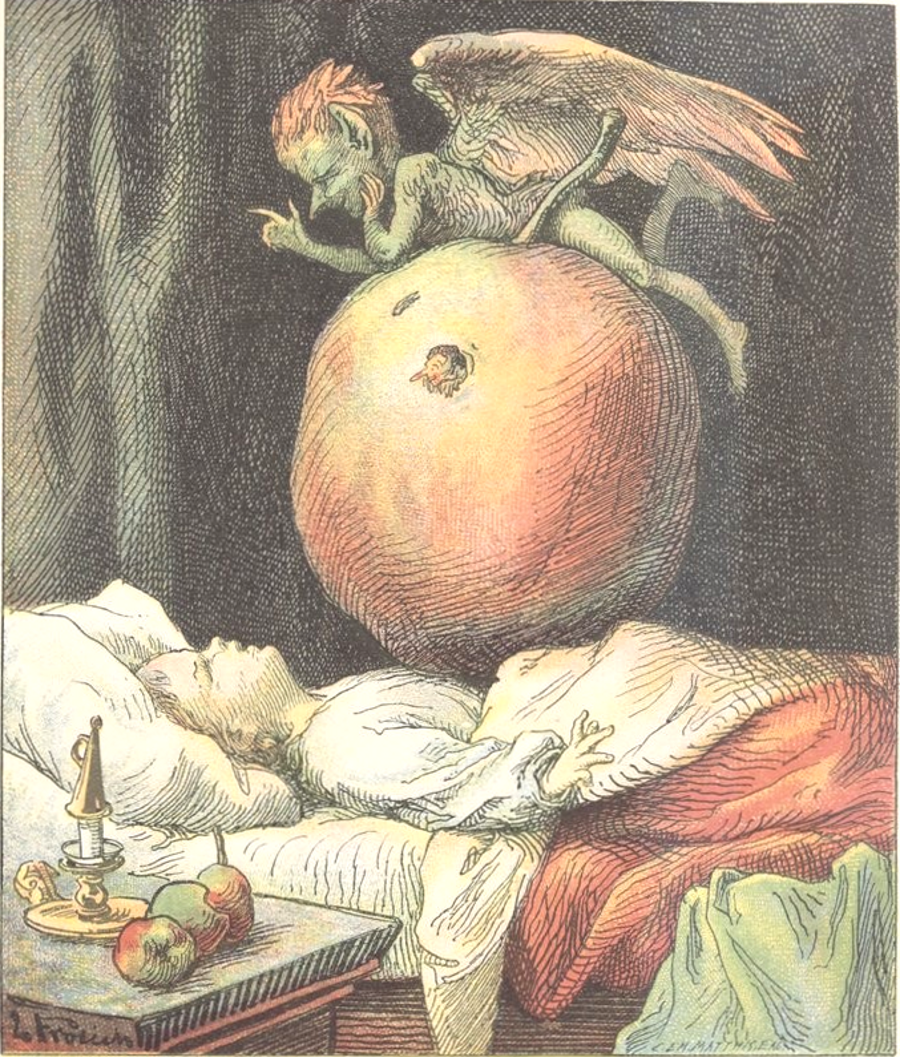
Lorenz Frølich, Indigestion et cauchemar

- Le rôle et la place de la gravure sont essentiels : chaque vignette insérée dans le texte qu'elle illustre entretient avec le texte des relations complexes en fonction de la classe d'âge du lecteur[2]. L'enfant ne comprend bien que ce qu'il voit : à côté de l'apologue il lui faut l'image[3].

- L'instruction doit être amusante et non pénible. Au début, Hetzel-Stahl se spécialise dans la récréation, souvent pour les petites filles ou les jeunes filles, Macé dans l'éducation. Puis l'image joue le rôle de passerelle dans un choix éditorial visant toute la famille comme lectorat[4]. Mais elle tient une place prépondérante dans les saynètes qui mettent en scène des événements ou des petits drames quotidiens de la vie des enfants (de Stahl), puis elle diminue pour les textes didactiques (de Jean Macé) à destination des adolescents. Les planches d'histoire naturelle sont le meilleur exemple de ce lien entre voir et savoir, pour une gymnastique du regard qui stimule l'apprentissage des sciences expérimentales[5] : les sciences naturelles (Édouard Grimard), la géographie et la physiologie sont les trois disciplines favorites du Magasin d'Éducation et de Récréation.

- Stahl écrit comme un moraliste qui voit dans la vie quotidienne de l'enfant tout un monde de défauts à extirper ou de vertus à cultiver. « Hetzel (ou Stahl, comme on voudra l'appeler) a donc droit au titre d'Ami des enfants, resté sans maître depuis Berquin. Il a droit à prendre rang parmi les éducateurs et les moralistes du premier âge qui ont le mieux compris leur tâche, et nul ne s'étonnera du tribut qui lui est payé à cette place[6] ».

- Le choix de l'illustrateur danois Lorenz Frølich traduit une grande complicité entre écrivain et illustrateur : les attitudes des enfants sont croquées sur le vif.